# Hebraização de sobrenome

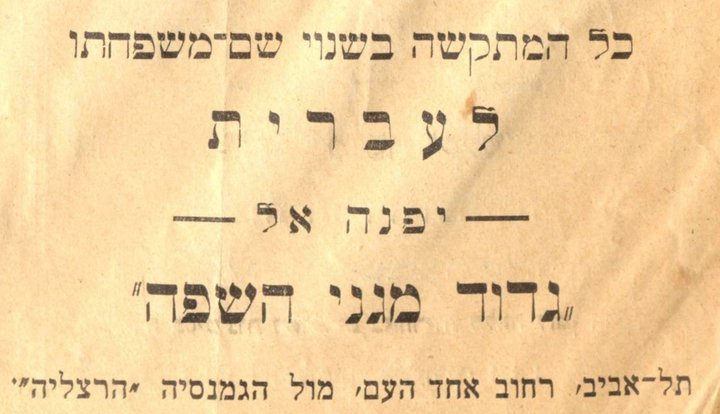
Cartaz oferecendo assistência na escolha de um nome hebraico

A hebraização de sobrenomes (também hebraicização) ( em hebraico:  עברות   , Ivrut, "Hebraização") é o ato de adotar um sobrenome hebraico. Para muitos judeus da diáspora que migraram para Israel, adotar um sobrenome hebraico foi uma forma de apagar resquícios de sua experiência de diáspora e assimilar uma nova identidade judaica compartilhada com judeus mizrahi e judeus palestinos (residentes judeus da Síria otomana e da Palestina obrigatória) e, posteriormente, como judeus israelenses (cidadãos judeus do Estado independente de Israel).
O fenômeno era especialmente comum entre os judeus asquenazitas, porque muitas dessas famílias adquiriram sobrenomes permanentes (em vez de patronímicos ) somente quando os sobrenomes se tornaram obrigatórios pelo decreto de 12 de novembro de 1787 do imperador Habsburgo José II. Judeus sefarditas da Península Ibérica muitas vezes tinham sobrenomes hereditários desde bem antes da expulsão da Espanha (por exemplo, Cordovero, Abrabanel, Shaltiel, de Leon, Alcalai, Toledano, Lopez).
Muito poucos sobrenomes hebraicos existiam antes da hebraização, como Cohen (sacerdote), Moss (Moisés) e Levi ( levita ). Vários sobrenomes hebraicos, como Katz, Bogoraz, Ohl e Pak são na verdade siglas hebraicas, embora soem e muitas vezes sejam percebidos como sendo de origem não judaica (nestes casos, de alemão, russo, polonês e coreano, respectivamente).
A hebraização começou já nos dias do Primeiro e Segundo Aliyot e continuou após o estabelecimento do Estado de Israel. A tendência generalizada de hebraização de sobrenomes nos dias do Yishuv e imediatamente após o estabelecimento do Estado de Israel baseava-se na afirmação de que um nome hebraico proporcionava um sentimento de pertencimento ao novo estado. Houve também a vontade de distanciar-se do passado perdido e morto e da imposição forçada de estrangeiros (ex. Alemão) nomes nos séculos anteriores.
O processo não terminou: entre os milhares de israelenses que atualmente solicitam mudanças legais de nome a cada ano, muitos o fazem para adotar nomes hebraicos. Um fenômeno semelhante foi observado com os sobrenomes letões, cuja desgermanização fez parte do movimento nacional letão durante o interbellum .

## História

### no Yishuv
Entre os Yishuv (os primeiros a retornar a Eretz Yisrael - a Terra de Israel ), havia um forte sentimento de sh'lilat ha-golah (hebraico:שלילת הגולה  negação da diáspora/exílio"), que frequentemente incluía a troca de sobrenomes da diáspora por nomes puramente hebraicos. Parte do movimento sionista não era apenas aliyah, mas também queria criar uma imagem de um judeu israelense que fosse diferente da percepção estereotipada dos judeus fracos da diáspora, que falavam iídiche, viviam em shtetl, e essas coisas eram uma parte significativa. do povo da Primeira e Segunda Aliyot . Alguns dos imigrantes da Primeira Aliyah (1882–1903) usaram hebraização em seus sobrenomes, e a prática se espalhou durante a Segunda Aliyah (1904–1914).

#### livreto da Agência Judaica

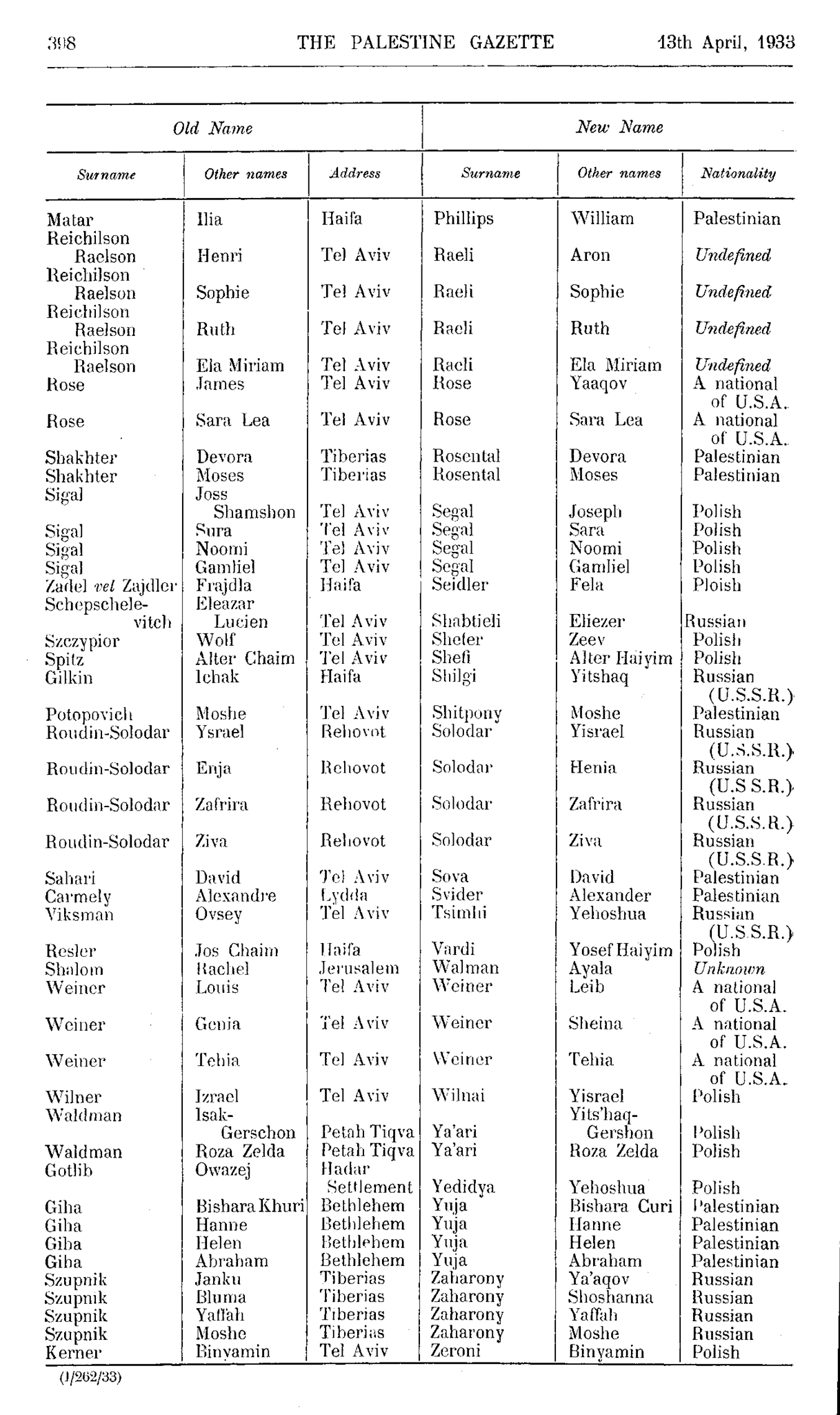
Algumas, mas nem todas as mudanças de nome foram registradas no Palestine Gazette

Este processo começou com indivíduos como Eliezer Ben-Yehuda (Perelman) e foi adotado pelo Novo Yishuv . Antes da fundação do Estado de Israel, em 1944, a liderança sionista e o Conselho Nacional Judaico o proclamaram o "Ano da naturalização e do nome hebraico". Um comitê especial sob a presidência de Mordechai Nemzabi, o conselheiro da Agência Judaica em questões de defesa civil, publicou um livreto que continha orientações sobre a criação de novos sobrenomes hebraicos.
Mudando um sobrenome estrangeiro para hebraico

1. Mudança de vocalização : Leib torna-se Lev
2. Mudança de consoantes: Borg ou Brog torna-se Barak
3. Encurtando ao omitir o final: Rosenberg torna-se Rosen
4. Abreviação de um nome com significado hebraico, omitindo o sufixo estrangeiro: Yakobovitch ( Jacobowitz, Jacobowicz ) torna-se Ya'akovi
5. Traduzindo o nome estrangeiro para o hebraico de acordo com o significado: Abramovich ( Abramowicz, Abramowitz ) torna-se Ben Avraham

Nomes como sobrenomes

1. Nome de um pai ou mãe que foi assassinado durante a Shoah, assim: Bat Miriam, Ben Moshe, Devorin
2. Filho ou filha que caiu em batalha: Avinoam
3. Irmão ou irmã que foi morto ou caiu: Achimeir
4. Figura bíblica amada ou admirada: Shaul, Davidi

Mudança de nomes por nomes de lugares, plantas ou locais em Eretz Yisrael

1. Lugares ou sites: Hermoni, Eilat, Gilad
2. Plantas, especialmente plantas da Terra de Israel : Eshel ("pomar", "jardim"), Rotem (" retama ")

Após a Declaração de Independência de Israel, ainda havia a atitude de que a hebraização dos sobrenomes deveria continuar, a fim de se livrar dos nomes com som de diáspora. A hebraização de nomes tornou-se uma parte típica do processo de integração de novos imigrantes entre os judeus Ashkenazi . Também ocorreu entre os imigrantes judeus sefarditas e mizrahi de terras árabes e muçulmanas, embora fosse menos comum entre eles do que entre os judeus Ashkenazi; As crianças sefarditas e mizrahi geralmente recebiam novos nomes hebraicos na escola, muitas vezes sem a permissão de seus pais.
David Ben-Gurion, o primeiro primeiro-ministro de Israel, estava comprometido com o uso da língua hebraica (ele mudou seu sobrenome de Grün para Ben-Gurion). Ele tentou convencer o máximo de pessoas a mudar seus sobrenomes para os "verdadeiros" hebraicos. Ben-Gurion conseguiu que Herzl Rosenblum assinasse a Declaração de Independência de Israel como Herzl Vardi, seu pseudônimo (posteriormente alterado para seu nome legal), pois Ben-Gurion queria mais nomes hebraicos no documento. Mais nove dos signatários do documento também passariam a usar o nome hebraizado.
Ben-Gurion, em uma ordem aos soldados das Forças de Defesa de Israel, escreveu: "É desejável que todo comandante (do Comandante do Esquadrão ao Chefe do Estado-Maior) mude seu sobrenome, seja alemão, inglês, eslavo, francês ou estrangeiro em geral, para um sobrenome hebraico, a fim de ser um modelo para seus soldados. As Forças de Defesa de Israel devem ser hebraicas em espírito, visão e em todas as expressões internas e externas." Por um tempo, foi generalizado para novos recrutas nas Forças de Defesa de Israel com sobrenomes Ashkenazi para Hebraize seus nomes ao entrar no serviço. Entre as pessoas que fizeram isso está o ex-primeiro-ministro israelense Ehud Barak, que mudou seu sobrenome de Brog para Barak ao ser convocado em 1972.
Em 1950, foi expedido despacho vinculativo sobre o mesmo assunto aos funcionários do Estado, em particular aos que representavam o Estado no exterior. Um "Comitê para Nomes Hebraicos" foi estabelecido para supervisionar a implementação da ordem, cuja tarefa era auxiliar e aconselhar a escolha de um nome hebraico.
Além da pressão do estado, as tensões entre os grupos étnicos judeus fizeram com que algumas pessoas passassem a usar o hebraísmo para se desidentificarem de um grupo étnico "estigmatizado" ou se fundissem em uma "identidade coletiva israelense" e, portanto, criaram um desejo de hebraizar.

### Apoiadores e adversários
A hebraização dos sobrenomes foi motivo de debate na época do Yishuv e após a criação do Estado de Israel .

#### Apoiadores
Entre os apoiadores mais significativos estava Yitzhak Ben Zvi (Shimshelevich), líder do movimento trabalhista, historiador e segundo presidente do Estado de Israel . Ele nasceu na Ucrânia em 24 de novembro de 1884. Ele estudou direito em Istambul junto com David Ben Gurion. Em 1906 ele participou da conferência de fundação do Poalei Zion e em 1907 ele se estabeleceu na Terra de Israel. Ele pertencia aos fundadores do Partido Ahdut ha-Avodah, era ativo no Haganah, membro do Conselho Nacional Judaico, e assinou a Declaração de Independência de Israel. Ben Zvi morreu em 1963.
Ben Zvi escreveu:

Our surnames are mostly of foreign origin, which cling to exile [...] even names based on Hebrew first names were damaged and distorted from the original [...] by German and English suffixes, like "son" or "sohn" and the Slavic "in", "ovich", "ovsky" and "shvili". These surnames fill the air and the pages of our newspaper, the posters and announcements in our streets and public squares [...] it is indeed not really clear if the hardship of this inheritance which remained with us as a result of the Middle Ages and subsequent ghettoization should be tolerated...— Yitzhak Ben Zvi in Collected Writings, vol. 4, pp. 11–14
Todas as autoridades rabínicas encorajam os primeiros nomes hebraizantes (VaYikra Rabba 32, e Kor'ei Sh'mo, pp. 173–181), e alguns também encorajam ativamente os sobrenomes (Rabino Shlomo Aviner (Resp. She'elat Shlomo VIII, 67–68), e até eles mesmos o fizeram: entre eles: Rabinos Menashe HaKatan (Klein), Maharam Schick, Shlomo Goren (Goronchick), Shaul Yisraeli (israelita), Moshe Zvi Neria (Menkin), Shlomo Aviner (Langenauer).

#### Oponentes
Um dos oponentes da hebraização dos sobrenomes foi Moisés Calvário, escritor e professor. Nascido na Alemanha em 1883, recebeu uma educação tradicional, geral e rabínica. Ele era membro de Ahdut Ha'avodah, educador na vila de jovens Meir Shfeya, diretor do Gymnasia Rehavia em Jerusalém e educador na vila de jovens "Ahava" em Kiryat Bialik .

Yitzhak Ben Zvi demands we disqualify all the foreign names which are close to us. His assumption was that our immigration to Eretz Yisrael is a revolutionary act, a return to one's origins. Let the memory of the Diaspora therefore be erased so that the crown be returned to ancient times, by wrapping our names in the envelope of our language. I have my doubts if this zealousness is appropriate. Our names are part—a significant part—of our history. Bearers of historical names are still alive and among us; the names of figures who mark our history—names like Sasportas or Benbenisti, Abrabanel or Don Yehia, Rappaport or Eibeschitz—there is no reason to delete the chronicle of our national life. Let us preserve the faith of our fathers also in our revival. Do not betray our memories by radical action; and the text does not only relate to the famous: the variety in our names is a sign of our colorful history, a two-thousand year-old history, whose traces cannot be wiped out light-handedly.— Moses Calvary Between Sowing and Harvest, p. 339
Algumas pessoas estavam emocionalmente ligadas ao sobrenome da diáspora, por motivos como ter nobres yichus (origens) ou pelo desejo de continuar a se identificar com seu grupo étnico . Há a história de um diplomata israelense que disse a David Ben-Gurion : "Mudarei meu nome se você puder encontrar para mim um não-judeu chamado Lifshitz." Outros tinham nomes que eram inteiramente hebraicos para começar.
A discordância sobre a hebraização dos sobrenomes continuou. Muitas pessoas preservaram o sobrenome estrangeiro, como o primeiro presidente de Israel Chaim Weizmann, o presidente da Suprema Corte de Israel Shimon Agranat e outros.
Esta tendência moderou com o tempo. Na época da onda de imigração da antiga União Soviética na década de 1990, a prática estava diminuindo. A onda de imigração soviética claramente teve o efeito de enfraquecer a prática de nomes hebraizantes - como parte da marcada tendência geral desses imigrantes de se apegarem à sua identidade linguística e cultural russa específica, que incluía muitos nomes de origem iídiche. Um exemplo notável é o ex-ministro do Turismo de Israel (2009–2013), Stas Misezhnikov . Embora um nacionalista israelense franco em outras questões, Misezhnikov não se sentiu impelido a mudar seu sobrenome claramente eslavo (nem seu primeiro nome igualmente eslavo), e não houve pressão pública sobre ele para fazê-lo - como teria havido em um ministro israelense. nas primeiras décadas do país.
No entanto, ainda hoje, as pessoas continuam usando o sobrenome hebraizado, especialmente aqueles que servem nas IDF e nas missões diplomáticas de Israel, representando o Estado de Israel. O número dos que o fazem é pequeno, mas significativo; cerca de 15% dos imigrantes americanos e britânicos em Israel que vêm em vôos Nefesh B'Nefesh Hebraize seus nomes na chegada.
Há também uma tendência de retornar aos nomes ancestrais não-hebraicos para retornar às raízes e preservar as tradições exclusivas de cada grupo étnico . Há pessoas que adotam novamente o nome que sua família abandonou anteriormente por causa da "Israelidade", como o escritor israelense Yitzhak Orpaz, que restaurou o sobrenome original de sua família, "Averbuch".

## Escolhendo um nome
Havia várias maneiras pelas quais as pessoas usavam hebraização para seus nomes.
Alguns nomes eram palavras que foram traduzidas diretamente do nome correspondente da Diáspora.
| Velho         | Novo                 | Significado         |
| ------------- | -------------------- | ------------------- |
| Goldberg      | Har-Zahav (הר-זהב)   | montanha de ouro    |
| Herbst        | Stavi (סתווי)        | outono              |
| hertz         | Levavi (לבבי)        | coração(s), cordial |
| Mostovski     | Gashri (גשרי)        | ponte(y)            |
| Rosenstein    | Even-Vered (אבן-ורד) | pedra rosa          |
| Schlosberg    | Har-Tira (הר-טירה)   | montanha do castelo |
| Prata (homem) | Kaspi (כספי)         | prata, ourives      |
| Steinberg     | Har-Even (הר-אבן)    | montanha de pedra   |

Outros eram traduções diretas de nomes patronímicos ou nomes baseados em figuras bíblicas.
| Velho     | Novo                                                 |
| --------- | ---------------------------------------------------- |
| Benjamin  | Binyamin (בנימין)                                    |
| Davidson  | Ben-David (בן-דוד)                                   |
| Mendelson | Ben-Menachem (בן-מנחם) ( diminutivo iídiche: Mendel) |
| Meyerson  | Ben-Meir (בן-מאיר) (iídiche: Meyer)                  |
| Rúben     | Reuven (ראובן)                                       |
| Simmons   | Shimoni (שמעוני) (variante de Simeão)                |

Outros nomes foram traduzidos de topônimos .
| Velho       | Novo               | Significado |
| ----------- | ------------------ | ----------- |
| Deutsch(er) | Ashkenazi (אשכנזי) | da Alemanha |
| Wilner      | Vilnai (וילנאי)    | de Wilna    |

Outros nomes eram a negação dos chamados " Ekelnamen " (literalmente "nomes repugnantes" em alemão, sobrenomes deliberadamente insultantes ou degradantes impostos aos ancestrais por oficiais não judeus).
| Velho                | Novo                                                          |
| -------------------- | ------------------------------------------------------------- |
| Ausuebel: "do mal"   | Ben-Tov (בן-טוב): "do bem", "nascido da bondade", "bom filho" |
| Luegner: "mentiroso" | Amithai (אמיתי): "honesto"                                    |

Outros nomes foram hebraizados em sua sonoridade semelhante a uma palavra ou nome hebraico, embora às vezes sua semelhança fonética fosse exagerada.
| Velho                          | Novo                                               |
| ------------------------------ | -------------------------------------------------- |
| Berkovitz: "filho de Dov Ber " | Barak (ברק): "relâmpago"                           |
| Boris                          | Barukh (ברוך): "abençoado"                         |
| Brotzlewsky                    | Bar-Lev (בר-לב): "capaz de Lev / coração"          |
| Epstein ( nome do lugar )      | Eilat (אילת) (nome do lugar)                       |
| Gruen: "verde"                 | Ben-Gurion (בן-גוריון): "filho do filhote de leão" |
| Kalb: "bezerro"                | Gilboa (גלבוע) (nome do lugar)                     |
| Neumann : "novo homem"         | Ne'eman (נאמן): "leal"                             |
| Torczyner : "de Torczyn "      | Tur-Sinai (טור-סיני): "colunas do Sinai"           |

Às vezes, havia opções predominantes entre traduzi-lo ou escolher um nome baseado em som semelhante ( homófono ).
| Velho    | Escolha de tradução direta                  | Escolha de similaridade fonética                   |
| -------- | ------------------------------------------- | -------------------------------------------------- |
| campo    | Sadeh (שדה): "campo"                        | Peled (פלד): "aço"                                 |
| Rosen    | Vardi (ורדי): "minha rosa"                  | Rozen (רוזן): "conde/conde"                        |
| Shkolnik | Lamdan (למדן): "estudante/aluno da yeshiva" | Eshkol (אשכול): "cacho de uvas"                    |
| Gruen    | Yarok (ירוק): "verde"                       | Ben-Gurion (בן-גוריון): "filho do filhote de leão" |

Em alguns casos, um falso cognato pode satisfazer ambas as opções ao mesmo tempo.
| Velho                     | Novo                  |
| ------------------------- | --------------------- |
| Loewe: "leão"             | Lavi (לביא): "leão"   |
| Lempel: "pequena lâmpada" | Lapid (לפיד): "tocha" |

Outros escolheram nomes completamente novos, muitas vezes de natureza simbólica.
| hebraico            | Significado                             |
| ------------------- | --------------------------------------- |
| Ben-Artzi (בן-ארצי) | "filho da minha terra"                  |
| Nir (ניר)           | "campo arado", cavado por um fazendeiro |

Outros mantiveram o nome por vários motivos. Às vezes, o motivo pelo qual foi mantido foi por causa de sua natureza religiosa. Por exemplo, nomes relacionados com o kohen (sacerdócio) como Cohen, Kohn, Kaplan, Sacerdoti, Katz, Azoulai, etc. Outras vezes, indicava descendência levita, como Levi, Levy, Weil ( anagrama ) e Segal ( acrônimo hebraico). Outras vezes, eram as funções da sinagoga ou da comunidade judaica, como Gabbai, Chazan ou Rabin. Às vezes, o sobrenome já era hebraico (Sarfati).
Outros mantiveram seu nome por seu yichus (significando que a pessoa descende de algo semelhante a "boa estirpe"), o que deu ao portador mais motivos para não hebraizá-lo. Exemplos incluem Horowitz (famosa dinastia rabínica), Rothschild (famosa dinastia bancária judaica), Einstein (famoso portador) ou Shaltiel (antiga família sefardita traçando suas origens até o rei Davi - e já é hebraico ).
Outros mantiveram o nome, mas o nome sofreu alguma mutação porque continha sons que não existem em hebraico. Exemplos incluem Lando (de "Landau") e Glober (de "Glauber").
Outros nomes judaicos da "diáspora" são hebraicos para começar (como Ashkenazi e Yerushalmi ), corrupções de palavras hebraicas (como Heifetz, de Chafetz), acrônimos hebraicos (como Shalit, de " Sheyihye le'orekh yamim tovim " ), ou de origem aramaica (como Kahane ou Raban).